# تاهيفت (تمنراست)
تاهيفت هي قرية تقع ببلدية تمنراست ضمن دائرة تمنراست بولاية تمنراست الجزائر. على بعد حوالي 54 كيلومتر (34 ميل) شمال شرق مدينة تمنراست. وهي قرية سياحية.